# Pronume posesiv
În gramatică, pronumele posesiv este un pronume care implică o dublă referință pronominală: la o entitate numită obiect posedat și la una numită posesor, indicând faptul că primul (o ființă sau un lucru) este în relație cu o persoană gramaticală (vorbitorul, destinatarul comunicării sau cineva ori ceva despre care se vorbește). Relația poate fi de posesie sau de apartenență, dar și orice alt tip de raport exprimat de o parte de propoziție echivalentă în limba română cu atributul substantival în cazul genitiv. 
În limbile care posedă și adjective posesive, pronumele posesiv înlocuiește sintagma formată de un substantiv cu un adjectiv posesiv.

## În limba română
Pronumele posesive românești se formează din adjectivele posesive precedate de articolele posesive. Formele lor sunt:
| Posesor(i)         | Obiect(e) posedat(e)       | Gen    | Persoana I  | Persoana a II-a | Persoana a III-a |
| ------------------ | -------------------------- | ------ | ----------- | --------------- | ---------------- |
| Un posesor         | Un obiect posedat          | m., n. | al meu      | al tău          | al său           |
| Un posesor         | Un obiect posedat          | f.     | a mea       | a ta            | a sa             |
| Un posesor         | Mai multe obiecte posedate | m.     | ai mei      | ai tăi          | ai săi           |
| Un posesor         | Mai multe obiecte posedate | f., n. | ale mele    | ale tale        | ale sale         |
| Mai mulți posesori | Un obiect posedat          | m., n. | al nostru   | al vostru       | al lor           |
| Mai mulți posesori | Un obiect posedat          | f.     | a noastră   | a voastră       | a lor            |
| Mai mulți posesori | Mai multe obiecte posedate | m.     | ai noștri   | ai voștri       | ai lor           |
| Mai mulți posesori | Mai multe obiecte posedate | f., n. | ale noastre | ale voastre     | ale lor          |

După Bărbuță 2000, lor este o formă de pronume posesiv care coincide cu forma de genitiv plural a pronumelui personal de persoana a III-a. Alți autori consideră că aceasta este o formă numai de pronume personal.
Formele pronumelor posesive indică genul și numărul obiectului posedat, precum și persoana și numărul posesorului, dar nu și genul acestuia.
Formele său, săi, sa, sale pot fi înlocuite cu cele de genitiv singular ale pronumelor personale de persoana a III-a singular, lui, respectiv ei, cu avantajul că astfel se indică genul posesorului..
Declinarea pronumelor posesive se reduce la indicarea cazurilor genitiv și dativ al celor care se referă la mai multe obiecte posedate (cu excepția formelor de persoana a III-a plural), prin forma alor a articolului posesiv: alor mei/mele / tăi/tale / săi/sale / noștri/noastre / voștri/voastre. Prin acestea se exprimă ca funcții sintactice, fără prepoziție, atributul pronominal desemnând posesorul (bucuria alor mei) și complementul indirect de atribuire: Le-am spus alor noștri. Alte funcții se exprimă prin cazurile acuzativ (formă identică cu a nominativului), genitiv și dativ cu prepoziții.

## În alte câteva limbi

### În limba franceză
În franceză, formele pronumelor posesive sunt diferite de cele ale adjectivelor posesive și sunt aproape totdeauna precedate de articol hotărât. Formele lor sunt:
| Posesor(i)         | Obiect(e) posedat(e)       | Gen    | Persoana I                           | Persoana a II-a                                   | Persoana a III-a       |
| ------------------ | -------------------------- | ------ | ------------------------------------ | ------------------------------------------------- | ---------------------- |
| Un posesor         | Un obiect posedat          | m.     | le mien „al meu”                     | le tien „al tău”                                  | le sien „al său”       |
| Un posesor         | Un obiect posedat          | f.     | la mienne „a mea”                    | la tienne „a ta”                                  | la sienne „a sa”       |
| Un posesor         | Mai multe obiecte posedate | m.     | les miens „ai mei”                   | les tiens „ai tăi”                                | les siens „ai săi”     |
| Un posesor         | Mai multe obiecte posedate | f.     | les miennes „ale mele”               | les tiennes „ale tale”                            | les siennes „ale sale” |
| Mai mulți posesori | Un obiect posedat          | m.     | le nôtre „al nostru”                 | le vôtre „al vostru/dv.”                          | le leur „al lor”       |
| Mai mulți posesori | Un obiect posedat          | f.     | la nôtre „a noastră”                 | la vôtre „a voastră/dv.”                          | la leur „a lor”        |
| Mai mulți posesori | Mai multe obiecte posedate | m., f. | les nôtres „ai noștri / ale noastre” | les vôtres „ai voștri / ale voastre / ai/ale dv.” | les leurs „ai/ale lor” |

Această limbă nu are declinare, deci nici pronumele posesive nu se declină. Exprimă funcția de nume predicativ și de complement direct fără prepoziție, numai prin context și loc în propoziție, iar alte funcții sintactice prin prepoziții. Exemple:
C’est ton opinion ; ce n’est pas du tout la mienne „Este părerea ta; nu este deloc a mea” – nume predicativ;
J’avais oublié mes gants de ski ; Victor m’a prêté les siens „Îmi uitasem mănușile de ski ; Victor mi le-a împrumutat pe ale sale” – complement direct;
Tu as déjà écrit à tes parents ; moi, je n’ai pas encore écrit aux miens „Tu le-ai scris deja părinților tăi; eu încă nu le-am scris alor mei” – complement indirect.

### În limba engleză
Și în engleză diferă formele pronumelor posesive de cele ale adjectivelor corespunzătoare, în afara uneia (Has Rory got his ticket? „Rory și-a primit biletul?” → I've got my ticket. Has Rory got his? „Eu mi-am primit biletul. Rory l-a primit pe al său?”), dar nu sunt precedate de vreun articol. Seria lor completă este:
- un singur posesor:

mine „al meu, a mea, ai mei, ale mele”;
yours „al tău, a ta, ai tăi, ale tale, al/a/ai/ale dv.”;
his „al său, a sa, ai săi, ale sale = al/a/ai/ale lui”;
hers „al său, a sa, ai săi, ale sale = al/a/ai/ale ei”;
- mai mulți posesori:

ours „al nostru, a noastră, ai noștri, ale noastre”;
yours „al vostru, a voastră, ai voștri, ale voastre, al/a/ai/ale dv.”;
theirs „al/a/ai/ale lor”.
Observații:
- Pronumele posesive englezești nu indică genul și numărul obiectului posedat.
- Formele de persoana a III-a singular indică genul posesorului.
- Forma pentru un posesor și mai mulți posesori de persoana a II-a este aceeași.

Funcțiile sintactice ale pronumelor posesive sunt exprimate ca în franceză. Exemple:
Is this diary yours? „Jurnalul acesta e al tău/al dv.?” – nume predicativ;
Has Rory got his? „Rory l-a primit pe al său?” – complement direct;
Your room is different from ours „Camera ta/voastră/dv. este diferită de a noastră” – complement indirect.

### În limbile din diasistemul slav de centru-sud
În gramaticile limbilor din diasistemul slav de centru-sud (bosniacă, croată, muntenegreană, sârbă) este vorba numai de pronume posesive, nu și de adjective posesive, formele pronumelor fiind folosite identic și ca adjective pronominale. Acestea sunt:
| Posesor(i)         | Obiect(e) posedat(e)       | Gen | Persoana I         | Persoana a II-a             | Persoana a III-a                                         |
| ------------------ | -------------------------- | --- | ------------------ | --------------------------- | -------------------------------------------------------- |
| Un posesor         | Un obiect posedat          | m.  | moj „al meu”       | tvoj „al tău”               | njegov „al său, al lui” nje(zi)n „al său, al ei”         |
| Un posesor         | Un obiect posedat          | f.  | moja „a mea”       | tvoja „a ta”                | njegova „a sa, a lui” nje(zi)na „a sa, a ei”             |
| Un posesor         | Un obiect posedat          | n.  | moje „al meu”      | tvoje „al tău”              | njegovo „al său, al lui” nje(zi)no „al său, al ei”       |
| Un posesor         | Mai multe obiecte posedate | m.  | moji „ai mei”      | tvoji „ai tăi”              | njegovi „ai săi, ai lui” nje(zi)ni „ai săi, ai ei”       |
| Un posesor         | Mai multe obiecte posedate | f.  | moje „ale mele”    | tvoje „ale tale”            | njegove „ale sale, ale lui” nje(zi)ne „ale sale, ale ei” |
| Un posesor         | Mai multe obiecte posedate | n.  | moja „ale mele”    | tvoja „ale tale”            | njegova „ale sale, ale lui” nje(zi)na „ale sale, ale ei” |
| Mai mulți posesori | Un obiect posedat          | m.  | naš „al nostru”    | vaš „al vostru, al dv.”     | njihov „al lor”                                          |
| Mai mulți posesori | Un obiect posedat          | f.  | naša „a noastră”   | vaša „a voastră, a dv.”     | njihova „a lor”                                          |
| Mai mulți posesori | Un obiect posedat          | n.  | naše „al nostru”   | vaše „al vostru, al dv.”    | njihovo „al lor”                                         |
| Mai mulți posesori | Mai multe obiecte posedate | m.  | naši „ai noștri”   | vaši „ai voștri, ai dv.”    | njihovi „ai lor”                                         |
| Mai mulți posesori | Mai multe obiecte posedate | f.  | naše „ale noastre” | vaše „ale voastre, ale dv.” | njihove „ale lor”                                        |
| Mai mulți posesori | Mai multe obiecte posedate | n.  | naša „ale noastre” | vaša „ale voastre, ale dv.” | njihova „ale lor”                                        |

În afară de aceste pronume mai există și unul numit pronume posesiv reflexiv, svoj, -a, -e, svoji, -e, -a, ce reprezintă obiectul (obiectele) posedat(e) de subiect, indiferent de genul, numărul și persoana acestuia. Exemplu în frază: Mi se brinemo za svoj posao, a vi se pobrinite za svoj „Noi ne vedem de treaba noastră, iar voi vedeți-vă de a voastră”.
Aceste pronume indică genul și numărul obiectului posedat, precum și numărul posesorului, iar cele de persoana a III-a singular și genul posesorului. Formele pentru posesorul feminin au câte două variante.
În aceste limbi cu declinare relativ dezvoltată, și pronumele posesive se declină, în general ca adjectivele. Sunt șapte cazuri exprimate prin patru sau cinci forme de caz distincte, în funcție de gen și număr, unele cu variante. Exemplu la persoana I, masculin singular:
- nominativ și vocativ animate și inanimate / acuzativ inanimate: moj (desinență zero);
- genitiv animate și inanimate / acuzativ animate: mojeg(a) / mog(a);
- dativ și locativ: mojem(u) / mom(e);
- instrumental: mojim.

Funcțiile sintactice sunt exprimate prin desinențele cazuale singure sau asociate cu prepoziții.

### În limba maghiară
În maghiară există pronume posesive, dar nu și adjective posesive. Pronumele înlocuiește substantivul prevăzut cu un sufix personal posesiv, ex. a könyvem „cartea mea” → az enyém „a mea”. Pronumele sunt de regulă precedate de articolul hotărât. Formele lor sunt:
| Posesor(i)         | Obiect(e) posedat(e)       | Persoana I                                   | Persoana a II-a                                | Persoana a III-a           |
| ------------------ | -------------------------- | -------------------------------------------- | ---------------------------------------------- | -------------------------- |
| Un posesor         | Un obiect posedat          | az enyém „al meu, a mea”                     | a tied sau tiéd „al tău, a ta”                 | az övé „al său, a sa”      |
| Un posesor         | Mai multe obiecte posedate | az enyéim „ai mei, ale mele”                 | a tieid sau tiéid „ai tăi, ale tale”           | az övéi „ai săi, ale sale” |
| Mai mulți posesori | Un obiect posedat          | a mienk sau miénk „al nostru, a noastră”     | a tietek sau tiétek „al vostru, a voastră”     | az övék „al lor, a lor”    |
| Mai mulți posesori | Mai multe obiecte posedate | a mieink sau miéink „ai noștri, ale noastre” | a tieitek sau tiéitek „ai voștri, ale voastre” | az övéik „ai lor, ale lor” |

Pronumele posesive maghiare indică persoana și numărul posesorului, precum și numărul obiectului posedat. Categoria genului gramatical lipsește în maghiară.
Declinarea acestor pronume este asemănătoare cu a substantivelor. Din cele optsprezece cazuri pe care le pot avea acestea, pronumele posesive au cincisprezece, fiecare cu o desinență specifică. Exemplu:
- nominativ: az enyém (desinență zero) „al meu / a mea” (subiect, nume predicativ);
- acuzativ: az enyémet „pe al meu / a mea” (complement direct);
- dativ: az enyémnek „la al meu / a mea” (complement indirect de atribuire);
- instrumental: az enyémmel „cu al meu / a mea” (complement circumstanțial instrumental sau sociativ);
- cauzal-final: az enyémért „pentru al meu” (complement indirect);
- inesiv: az enyémben „în al meu / a mea” (în interior) (complement circumstanțial de loc);
- superesiv: az enyémen „pe al meu / a mea” (pe suprafață) (complement circumstanțial de loc);
- adesiv: az enyémnél „la al meu / a mea” (complement circumstanțial de loc);
- sublativ: az enyémre „pe al meu / a mea” (spre suprafață) (complement circumstanțial de loc);
- delativ: az enyémről „de pe al meu / a mea” (complement circumstanțial de loc);
- ilativ: az enyémbe „în al meu / a mea” (spre interior) (complement circumstanțial de loc);
- elativ: az enyémből „din al meu / a mea” (complement circumstanțial de loc);
- alativ: az enyémhez „spre al meu / a mea”; (complement circumstanțial de loc)
- ablativ: az embertől „de la al meu / a mea” (complement circumstanțial de loc);
- terminativ: az enyémig până la al meu / a mea” (complement circumstanțial de loc).

Funcțiile sintactice sunt exprimate în principal prin desinențele cazuale. Pentru cele care exprimă un complement de loc, această funcție este numai cea de bază. Ele pot exprima și alte tipuri de complemente, în principal corespunzătoare unor complemente indirecte din gramaticile românești. Pentru a exprima unele complemente, unele cazuri, mai ales nominativul, pot fi asociate cu postpoziții (corespondente ale prepozițiilor din alte limbi). Exemple de diferite funcții:
A mieink nagyon örültek „Ai noștri s-au bucurat foarte mult” – nominativ, subiect;
Ez a könyv az enyém „Cartea asta e a mea” – nominativ, nume predicativ;
Az én útlevelem a helyén van. A tiedet hova tettük? „Pașaportul meu e la locul lui. Pe al tău unde l-am pus (noi)?” – acuzativ, complement direct;
Ne csak Péter poharába tölts pezsgőt, az enyémbe is! „Nu turna șampanie numai în paharul lui Péter; toarnă și în al meu!” – ilativ, complement de loc;
A kocsimmal a tiétek elé állok „Parchez mașina în fața mașinii voastre” – nominativ cu postpoziție, complement de loc.